# Pocé-les-Bois
Pour les articles homonymes, voir Pocé.
Pocé-les-Bois est une commune française située dans le département d'Ille-et-Vilaine en Région Bretagne, peuplée de 1 317 habitants. (les Pocéens).

## Géographie

### Situation

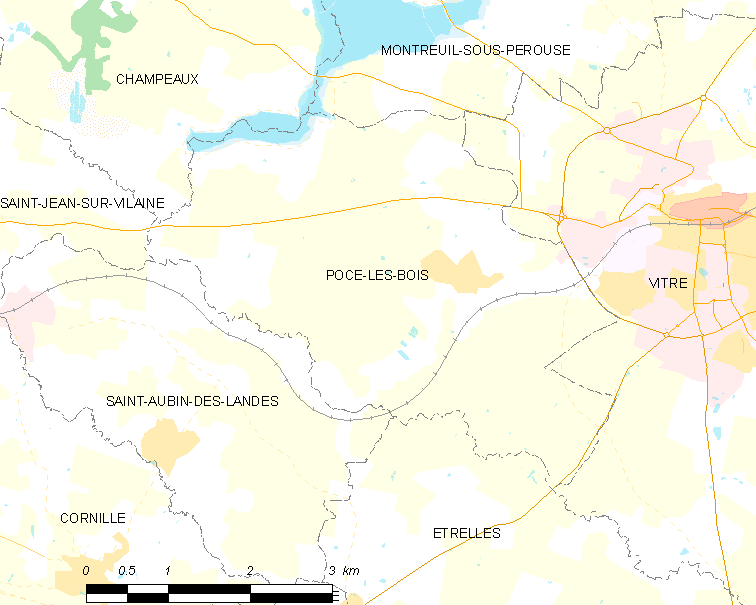
Carte de la commune de Pocé-les-Bois

Située en Bretagne, juste à l'ouest de Vitré, Pocé-les-Bois est traversée d'est en ouest par la Vilaine en son centre (elle passe juste au sud du bourg) et par la voie ferrée Paris-Brest dont le tracé suit cette vallée, passant sur la rive gauche de ce fleuve côtier (mais Pocé-les-Bois ne dispose pas de gare, celle de Vitré étant à proximité). Son finage est délimité à l'ouest et au nord-ouest par la Cantache, affluent de rive droite de la Vilaine, et au nord par le ruisseau de Gazon, affluent de cette dernière ; au sud-ouest par la Vilaine et au sud par la Valière, affluent de rive gauche de cette dernière ; au sud-est par le ruisseau de Herveleux, affluent de rive droite de la Valière ; seule la limite orientale du territoire communal, celle avec la commune de Vitré, est artificielle, ne s'appuyant pas sur le tracé d'un cours d'eau. La commune est en partie couverte par l'étang de la Cantache, qui est aussi à cheval sur les communes voisines de Champeaux, Landavran et Montreuil-sous-Pérouse.

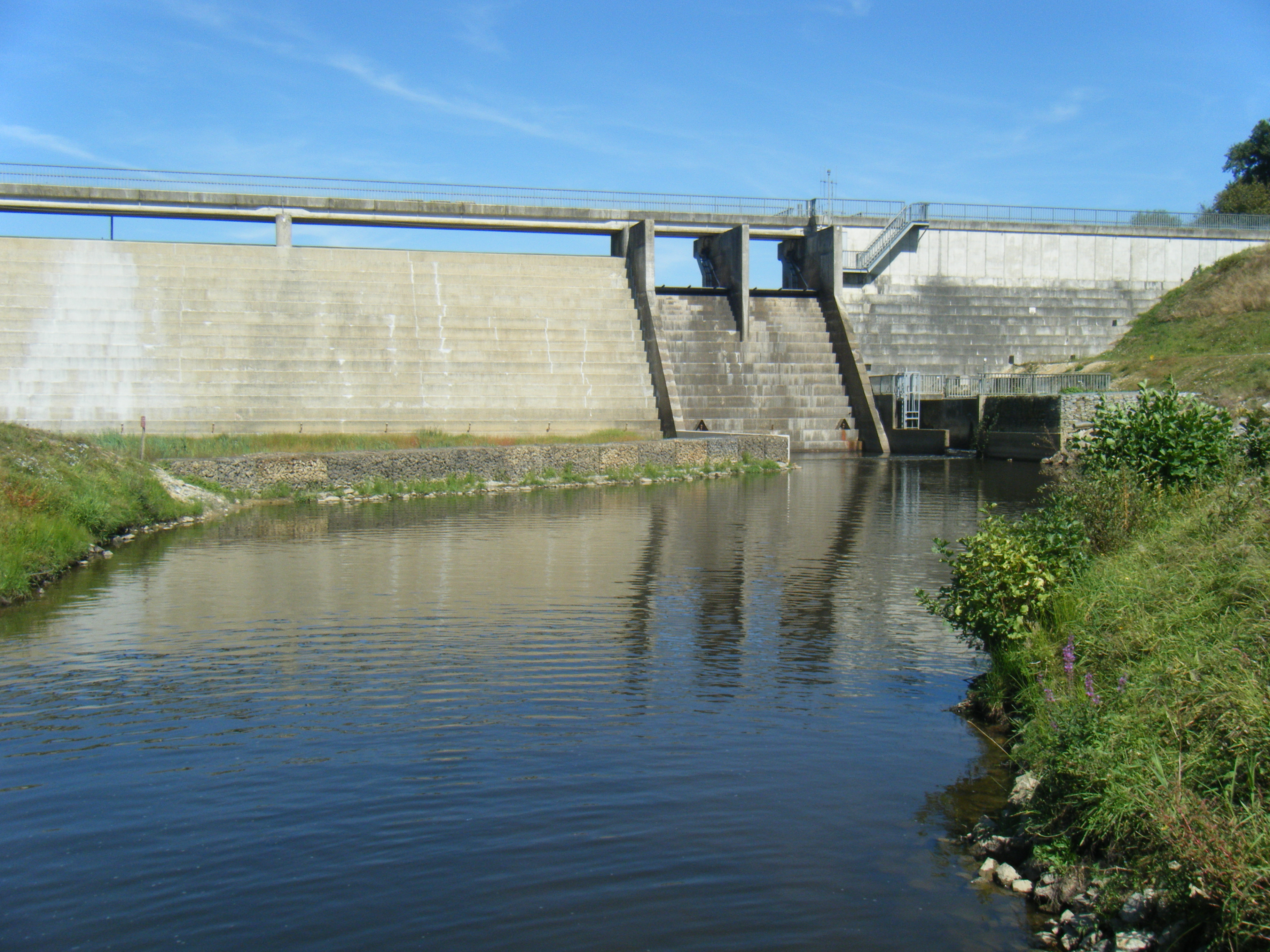
Le barrage de la Cantache vu côté aval
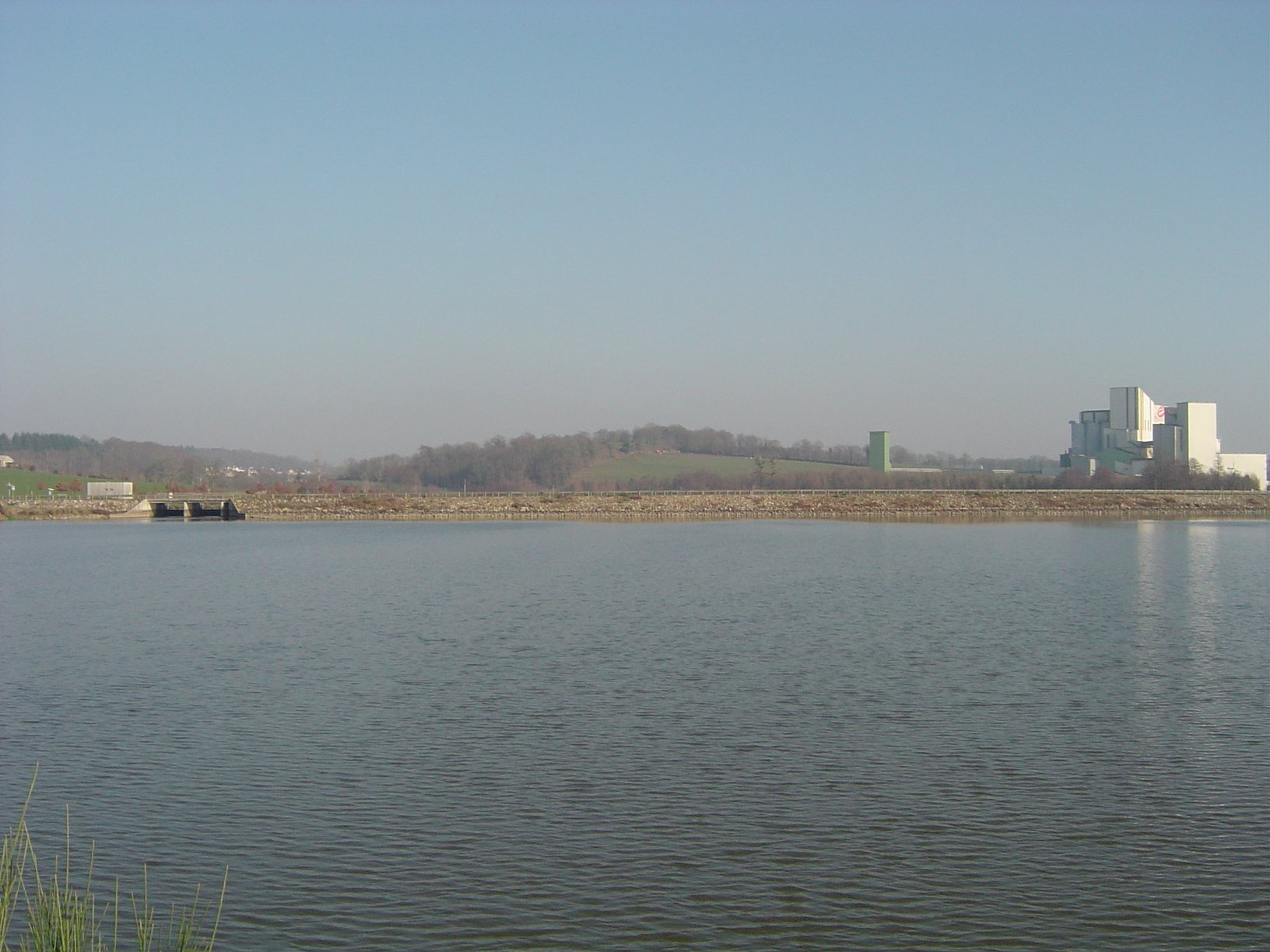
Le barrage de la Cantache vu côté amont (côté de l'étang)
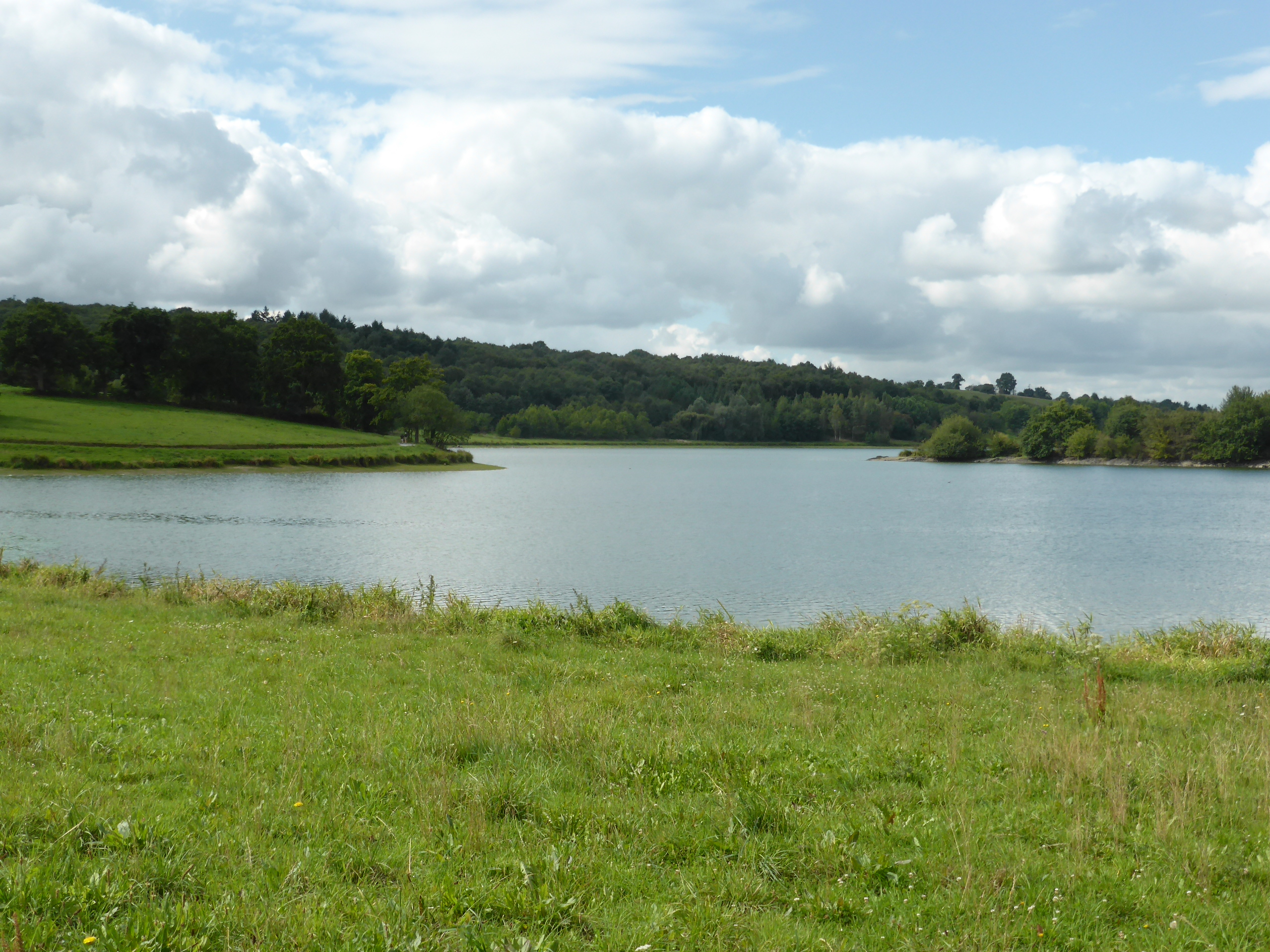
L'étang de la Cantache à Pocé-les-Bois

### Communes limitrophes
| Champeaux              | Montreuil-sous-Pérouse |       |
| Saint-Jean-sur-Vilaine | Pocé-les-Bois          | Vitré |
| Saint-Aubin-des-Landes | Étrelles               |       |

### Relief
Les altitudes au sein du finage communal s'échelonnent entre 115 mètres pour le point le plus haut, situé au lieu-dit Bel-Air, le long de la D 857, au nord du bourg (de manière plus générale toute la partie nord de la commune dépasse légèrement ou avoisine les 100 mètres d'altitude à l'exclusion de la vallée du ruisseau de Gazon) et 50 mètres à l'extrême ouest du territoire communal au niveau de la confluence entre la Valière et la Vilaine (leur altitude est d'une soixantaine de mètres à leur entrée sur le territoire communal). Au sein de la presqu'île de confluence formée par les deux cours d'eau précités, le point le plus élevé est au niveau du menhir de la Pierre Blanche (109 mètres d'altitude). Le bourg de Pocé-les-Bois, exposé au sud, mais situé sur le versant nord (rive droite) de la vallée de la Vilaine est vers 66 mètres d'altitude ; les contraintes de son site expliquent que les nouveaux lotissements se sont développés exclusivement au nord du bourg, sur les pentes de la partie haute du versant, le fond de la vallée étant inconstructible en raison de la menace des inondations.

### Habitat
La commune est traditionnellement un pays de bocage avec un habitat dispersé en de nombreux écarts formés de fermes isolées le plus souvent. Le bourg formait une agglomération de quelques maisons seulement avant la création de lotissements ces dernières décennies. Ce paysage traditionnel a été modifié par le remembrement et par la périurbanisation liée à la proximité de la ville de Vitré, avec la création d'une zone artisanale entre le bourg et la D 857.

### Réseaux
Le bourg de Pocé-les-Bois n'est desservi que par des routes secondaires, la principale étant le CD 34 venant de Vitré et se dirigeant Vers Saint-Aubin-des-Landes.
La commune de Pocé-les-Bois est traversée :
- par la voie ferrée reliant Rennes à Paris (par contre la LGV Bretagne-Pays de la Loire passe beaucoup plus au sud).
- par la voie ferrée qui relie Vitré à Fougères. Bien que cette dernière liaison n'existe plus, il passe encore des convois qui alimentent l'usine Cooperl Arc Atlantique sur la commune voisine de Montreuil-sous-Pérouse.
- par l'ancienne RN 157, elle-même ancienne RN 12, et antérieurement route royale de Paris à Brest, désormais déclassée en simple départementale (RD 857) depuis la construction de la voie express allant de La Gravelle à Rennes en prolongement de l'autoroute A81 et dont le tracé passe nettement plus au sud.
- l'extrême est du finage communal est traversé par la D 777, ancienne RN 777, allant d'Ernée à Questembert en passant par Vitré et Janzé, ainsi que par l'ancienne voie ferrée allant de Vitré à La Guerche-de-Bretagne, désormais transformée en voie verte.

Deux points de suivi de la qualité des eaux sont présents sur Pocé-les-Bois :
- pour la Vilaine
- pour la Valière

### Hydrographie
Pour un article plus général, voir Réseau hydrographique d'Ille-et-Vilaine.
La commune est située dans le bassin Loire-Bretagne. Elle est drainée par la Vilaine, un bras de la vilaine, la Cantache, la Valière, le ruisseau du Gazon et le ruisseau du Herveleux,,.
La Vilaine, d'une longueur de 218 km, prend sa source dans la commune de Juvigné et se jette  dans l'Océan Atlantique à Camoël, après avoir traversé 56 communes. 
La Cantache, d'une longueur de 36 km, prend sa source dans la commune de Saint-Pierre-des-Landes et se jette  dans la Vilaine à Saint-Aubin-des-Landes, après avoir traversé 13 communes. 
La Valière, d'une longueur de 28 km, prend sa source dans la commune de Saint-Pierre-la-Cour et se jette  dans la Vilaine à Saint-Aubin-des-Landes, après avoir traversé six communes. 

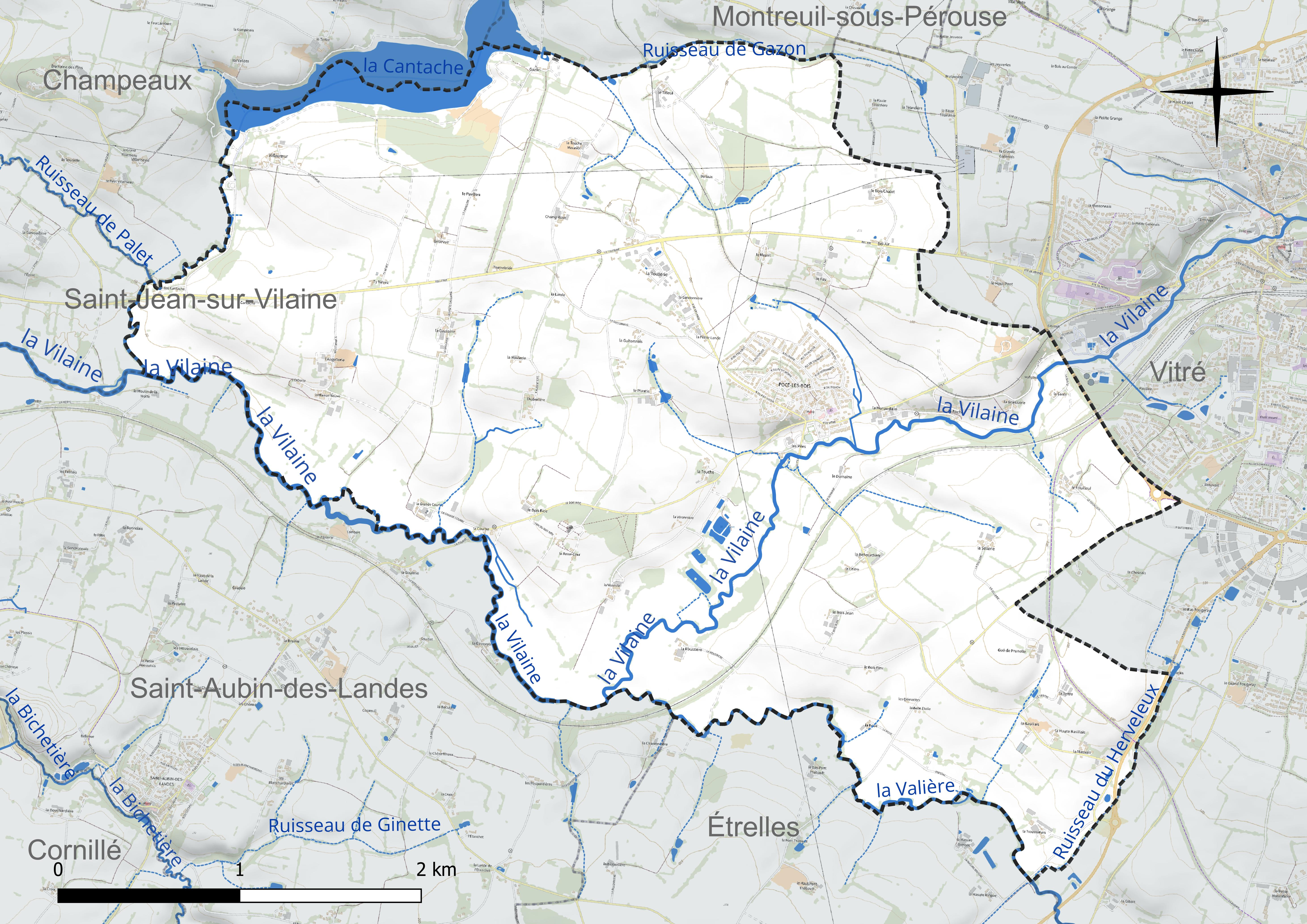
Réseau hydrographique de Pocé-les-Bois.

Un plan d'eau complète le réseau hydrographique : le plan d'eau de la Cantache, d'une superficie totale de 173,4 ha (19,35 ha sur la commune),.

### Climat
Pour des articles plus généraux, voir Climat de la Bretagne et Climat d'Ille-et-Vilaine.
En 2010, le climat de la commune est de type climat océanique altéré, selon une étude du CNRS s'appuyant sur une série de données couvrant la période 1971-2000. En 2020, Météo-France publie une typologie des climats de la France métropolitaine dans laquelle la commune est exposée à un climat océanique et est dans la région climatique  Bretagne orientale et méridionale, Pays nantais, Vendée, caractérisée par une faible pluviométrie en été et une bonne insolation. Parallèlement l'observatoire de l'environnement en Bretagne publie en 2020 un zonage climatique de la région Bretagne, s'appuyant sur des données de Météo-France de 2009. La commune est, selon ce zonage, dans la zone « Sud Est », avec des étés relativement chauds et ensoleillés.  
Pour la période 1971-2000, la température annuelle moyenne est de 11,4 °C, avec une amplitude thermique annuelle de 13,1 °C. Le cumul annuel moyen de précipitations est de 773 mm, avec 12,8 jours de précipitations en janvier et 7,2 jours en juillet. Pour la période 1991-2020, la température moyenne annuelle observée sur la station météorologique la plus proche, située sur la commune de Launay-Villiers à 18 km à vol d'oiseau, est de 11,6 °C et le cumul annuel moyen de précipitations est de 862,6 mm,. Pour l'avenir, les paramètres climatiques de la commune estimés pour 2050 selon différents scénarios d'émission de gaz à effet de serre sont consultables sur un site dédié publié par Météo-France en novembre 2022.

## Urbanisme

### Typologie
Au 1er janvier 2024, Pocé-les-Bois est catégorisée bourg rural, selon la nouvelle grille communale de densité à sept niveaux définie par l'Insee en 2022.
Elle est située hors unité urbaine. Par ailleurs la commune fait partie de l'aire d'attraction de Vitré, dont elle est une commune de la couronne,. Cette aire, qui regroupe 30 communes, est catégorisée dans les aires de 50 000 à moins de 200 000 habitants,.

### Occupation des sols
L'occupation des sols de la commune, telle qu'elle ressort de la base de données européenne d'occupation biophysique des sols Corine Land Cover (CLC), est marquée par l'importance des territoires agricoles (94,6 % en 2018), en diminution par rapport à 1990 (99,8 %). La répartition détaillée en 2018 est la suivante : 
terres arables (62,4 %), prairies (27 %), zones agricoles hétérogènes (5,2 %), zones urbanisées (3,7 %), eaux continentales (1,5 %), zones industrielles ou commerciales et réseaux de communication (0,2 %). L'évolution de l'occupation des sols de la commune et de ses infrastructures peut être observée sur les différentes représentations cartographiques du territoire : la carte de Cassini (XVIIIe siècle), la carte d'état-major (1820-1866) et les cartes ou photos aériennes de l'IGN pour la période actuelle (1950 à aujourd'hui).

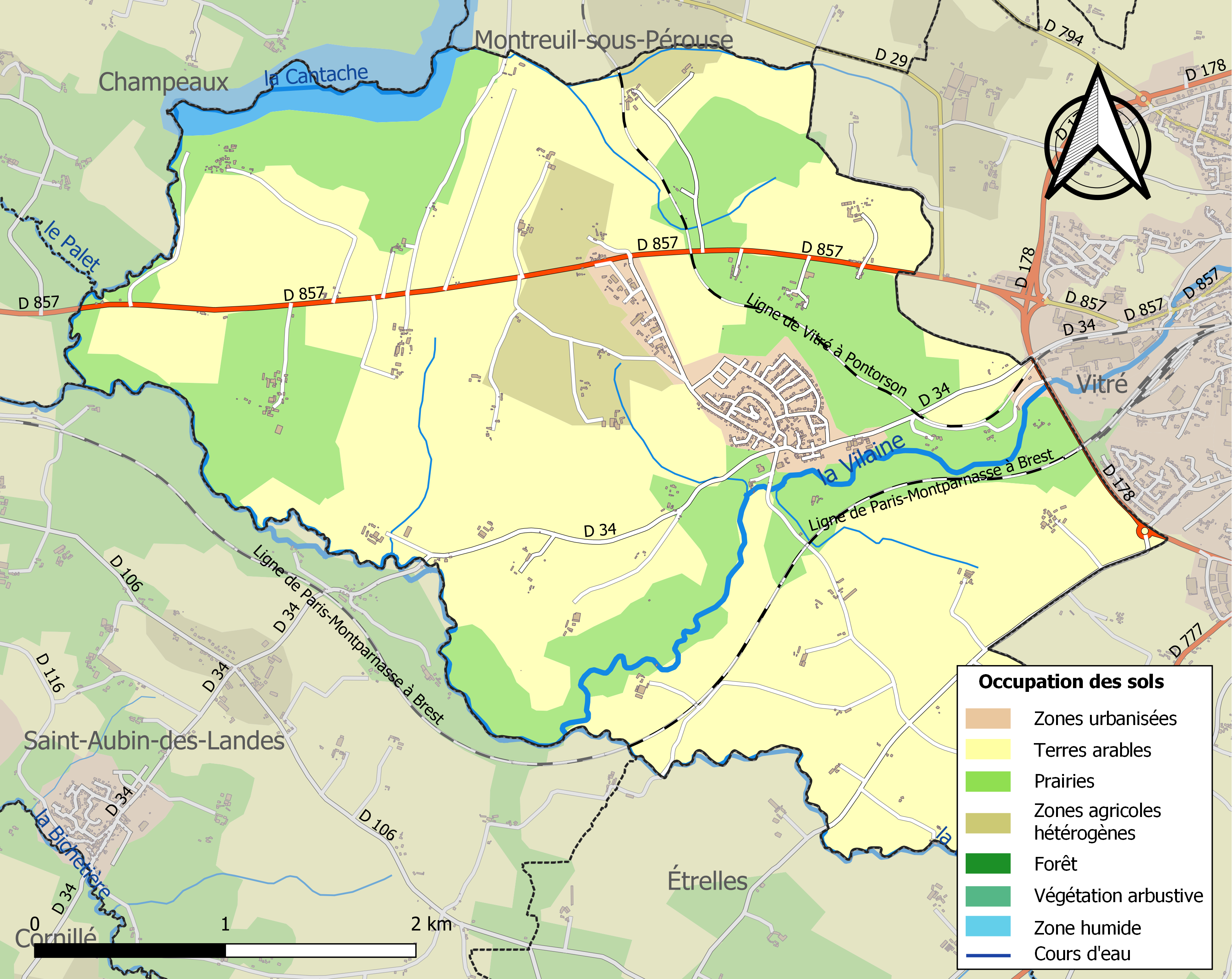
Carte des infrastructures et de l'occupation des sols de la commune en 2018 (CLC).

## Toponymie
Le nom de la localité est attesté sous les formes ecclesia de Poceio en 1158, Poceyum en 1516.
En 1920, le nom de la commune de Pocé a été modifié en « Pocé-les-Bois », afin de différencier cette commune de celle de Pocé-sur-Cisse (Indre-et-Loire), qui jusque-là était également dénommée Pocé.
En 1944, Théophile Jeusset crée un nom en breton pour la localité : Pozieg.

## Histoire

### Préhistoire
Le menhir de la Pierre Blanche est situé entre le bourg de Pocé-les-Bois et Vitré, le long de la route dite de Beauvais. Celui de Villaumur est désormais à proximité de l'étang de la Cantache.

### Moyen Âge
La paroisse de Pocé existait certainement au XIIe siècle et remonte vraisemblablement au XIe siècle ; dès 1152, elle était possédée par les Bénédictins de Saint-Melaine, qui y fondèrent en 1411 un prieuré réuni à leur mense abbatiale. Jusq'en 1770, le recteur de Pocé fut présenté par l'abbé de Saint-Melaine, qui jouissait de la moitié des dîmes de la paroisse, du presbytère et de son pourpris, composé d'un jardin, d'un champ et de deux prés.
Le château de Gazon appartenait en 1408 à Raoul Busson, chevalier, seigneur de Gazon, chambellan du duc Jean V de Bretagne et capitaine de Rennes. Il eût un bras coupé en défendant le duc, lors de l'attentat des Penthièvre, qui firent prisonnier ce dernier, ainsi que son frère Richard, au pont de la Tourbade le 13 février 1419; après sa libération, le duc donna à Raoul Busson une rente de 500 livres à prendre sur les domaines de Bretagne.
Selon un aveu de 1475 le seigneur de Gazon « noble escuyer Robert Busson, (...) subjet de très redoubté seigneur Guy compte de Laval, seigneur de Vitré et de Chevré » possédait un fief qui s'étendait jusqu'en Brielles, Gennes et Le Pertre ; selon un aveu de 1546, il possédait aussi de nombreux droits forestiers dans les forêts « de Vitré » (en fait les bois de Fregonnay, de la Corbière et de Chevré situés dans les paroisses de La Bouëxière, Broons et Marpiré), d'un droit de prééminence en l'église de Saint-Georges-de-Chesné, plusieurs fiefs (Croullays, Rotières, Tadé, Grand-Gast) de cette paroisse lui appartenant également, de même que le fief de Mondale en Montreuil-sous-Pérouse, le fief de la Greusrie en la paroisse Notre-Dame-de-Vitré, le fief de Villaumur (en Pocé-les-Bois), les moulins Rabault (en Champeaux) et de la Roche (en Balazé), sur la Cantache, alors dénommée "rivière de Châtillon" ; etc.
Les seigneurs de Gazon se disaient « fondateurs de l'église de Pocé » et y prétendaient « aux droits d'enfeu prohibitif, bancs à accoudoir, ceintures et écussons tant par dehors que par dedans, et armoiries en toutes les vitres ».

### Époque moderne
Jacques Savinel, sieur du Tertre en Pocé, fut un lieutenant du célèbre bandit et ligueur Guy Éder de La Fontenelle à la fin du XVIe siècle.
Selon un aveu de 1546, les habitants de Marpiré devaient fournir un garde forestier et un cheval aux seigneurs de Gazon en Pocé-les-Bois pour la garde des parties de la forêt de Chevré et de l'étang de Chevré qui leur appartenaient. La tenue de Gazon, possédée en 1595 par la famille Beaumanoir (des huguenots), fut démembrée au cours du XVIIe siècle, formant trois juridictions distinctes : Gazon en Pocé, Gazon en Brielles et La Motte en Champeaux.
Selon une tenue rendue le 4 novembre 1603 par la baronnie de Vitré, les fiefs de la Masure-Macé et de la Masure Gouverneur, tous deux en Étrelles, devaient obéissance et payer chaque année une « rente amandable » à la seigneurie de Troussanaye, située en Pocé.
L'église paroissiale bénéficiait des fondations du Pain bénit, faite en 1596 par Julienne Le Cocq, dame de la Gaulairie, et de la Cour Bénite, fondée en 1629 par André Mazure et valant en 1790 environ 100 livres. Une confrérie du Rosaire y avait été aussi érigée en 1702 par Julien Huet, prieur des Dominicains de Vitré. Amédée Guillotin de Corson fournit la liste des recteurs de Pocé de 1530 à 1863.
Pocé possédait alors sept chapelles : la chapelle du Prieuré, celle des Saints-Anges-Gardiens (reconstruite en 1843 par la famille Du Bourg), de Saint-Jean de la Rouxière (dite aussi Saint-Jean des Mauviettes), de Saint-Gorgon (une chapelle frairienne mentionnée en 1702), de Notre-Dame du Bois-Bide (construite au XVIIe siècle), de Notre-Dame de Gazon (restaurée en 1753, détruite depuis), de la Gaulairie (dépendant du manoir du même nom, restaurée en 1880).
René Ravenel, seigneur de la Haute-Massais en Pocé, huguenot exilé en Caroline du Sud, en se mariant avec Charlotte de Saint-Julien, héritière de la plantation de Pompion Hills, devint un important propriétaire terrien, achetant la plantation Somerton, puis d'autres pour ses fils et fit partie de l'aristocratie locale.
Le manoir du Bois-Bide, ancienne métairie noble citée pour la première fois en 1606 et appartenant alors au marquis d'Espinay (en Champeaux), habité au XVIIe siècle par la famille Le Clavier, puis au XVIIIe siècle par la famille Picquet, fut acquis à la fin du XVIIIe siècle par Jean-Baptiste Le Moyne des Grands-Prés, un négociant de Vitré, puis passa par alliance à la famille Du Bourg, puis par le mariage le 27 juillet 1830 à Pocé-les-Bois de Jeanne Joséphine Louise Du Bourg avec Louis Marie du Pontavice à la famille Du Pontavice.
Jean-Baptiste Ogée décrit ainsi Pocé (Pocé-les-Bois) en 1778 :

« Pocé, dans un fond, au bord de la rivière de Vilaine ; à sept lieues à l'est de Rennes, son évêché et son ressort et à trois quarts de lieue de Vitré, sa subdélégation. On y compte 600 communiants. La cure est présentée par l'abbé de Saint-Melaine de Rennes. Le territoire offre à la vue des terres en labour, des prairies et des arbres fruitiers. C'est un pays couvert. Il s'exerce une moyenne justice dans le bourg. (...) »

### Révolution française
Julien Rouxel, recteur de Pocé, pourvu [nommé] le 20 octobre 1783, cessa ses fonctions pendant la Révolution française ; il fut réinstallé en 1803 et mourut le 29 janvier 1820, âgé de quatre-vingt ans.
Une compagnie chouanne exista à Pocé-les-Bois ; elle était membre de la "colonne de Saint-Didier et Pocé", qui elle-même dépendait de la division de Vitré de l'Armée catholique et royale de Rennes et de Fougères ; elle fut dirigée par Pierre Rossignol, puis par Louis de Chabert. La "colonne de Saint-Didier et Pocé" était divisée en plusieurs compagnies : la compagnie de Pocé (dont le capitaine était Jean Allaire, les lieutenants Pierre Enault et Jean Chatelais), la compagnie de Saint-Didier, la compagnie de Torcé, la compagnie de Cornillé. Ce groupe chouan participa notamment au combat de Bais et au combat de Cornillé.
À la limite de la commune, le 28 juin 1795, se déroula le combat du Pont de Cantache.
À la fin d'octobre 1795, une armée chouanne commandée par le marquis de Pontbriand fit mettre bas les armes un corps d'infanterie escortant un approvisionnement destiné à l'armée républicaine qui campait sur une hauteur dominant le pont sur la Cantache (à la limite des communes de Pocé-les-Bois, Saint-Jean-sur-Vilaine et Champeaux), sur la route de Châteaubourg à Vitré.
En mai 1796, des Chouans, venus du château de l'Épinay (en Champeaux), commandés par Alexis du Couësbouc et Henri du Boishamon attaquèrent une colonne républicaine de 1 000 soldats escortant un convoi de munitions de guerre (combat de Pocé).

### LeXIXesiècle
En mai 1832, lors de l'insurrection légitimiste de 1832, une révolte chouanne, soutenant les légitimistes, considérant Henri V comme roi légitime, contre la monarchie de Juillet (le roi Louis-Philippe étant considéré comme un usurpateur), nécessita la présence de détachements de troupes du 46e de ligne et de la Garde nationale à Châteaubourg, Saint-Jean-sur-Vilaine, Saint-Aubin-des-Landes, Pocé-les-Bois, etc. ; le 30 mai 1832, un combat oppose les chouans commandés par Alexandre Courson de la Villevalio et Jean-François Le Nepvou de Carfort d'une part, et les forces de l'ordre commandées par le général de Castres sur la lande de Toucheneau, près de la ferme de la Gaudinière en Vergeal.
A. Marteville et P. Varin, continuateurs d'Ogée décrivent ainsi Pocé (Pocé-les-Bois) en 1853 :

« Pocé (sous l'invocation de la Vierge, fêtée à la Nativité) ; commune formée par l'ancienne paroisse du même nom, aujourd'hui succursale. (...) Principaux villages : Villaumur, le Teilleul, , le Bois-Chalet, le Fouilleul, la Massais, la Béhourdière, la Roussière, la Gaulairie, l'Angellerie. Maisons principales : Gazon, le Bois-Bide. Superficie totale: 1525 hectares dont (...) terres labourables 986 ha, prés et pâtures 243 ha, bois 69 ha, vergers et jardins 25 ha, landes et incultes 128 ha (..). Moulins : 6 (de la Courbe, de la Roussière, des Piles, de Malipasse, de Bressac, à eau). Cette commune (...) est traversée de l'est à l'ouest par la route royale de Paris à Brest. (...). Géologie : schiste argileux. On parle le français [en fait le gallo]. »

En 1876, le conseil municipal de Pocé refuse toute imposition supplémentaire, pourtant indispensable pour des travaux concernant son école mixte (laquelle existait déjà en 1873) ; en conséquence le Conseil général d'Ille-et-Vilaine, lors de sa séance du 20 décembre 1876, supprima la subvention de 250 francs qu'il était disposé à accorder à la commune. En 1883 à nouveau, le Conseil général diffère une subvention pour l'achat des bâtiments de l'école et la construction de deux préaux couverts, car le Conseil municipal ne consent pas « les sacrifices que sa situation financière comporte [permet] ».
En 1877, la construction du chemin vicinal no 5 de Pocé en direction du sud, nécessitant de traverser la Vilaine à 150 mètres environ au sud du bourg, fut contestée en raison des expropriations et des remblais à édifier que la construction de cette route rendait nécessaire.
Une nouvelle église paroissiale, de style néogothique, est construite entre 1890 et 1903 par l'architecte Arthur Regnault. Elle remplace la précédente, décrite en ces termes par Amédée Guillotin de Corson :

« La Nativité est la fête patronale de Pocé. L'église, en partie fort ancienne, se compose d'une nef et d'un chœur à chevet droit, séparés l'un de l'autre par un arc triomphal en ogive. La nef n'a point de style et semble des XVIe siècle et XVIIe siècle, mais le chœur est roman et mérite d'être signalé : il était éclairé à l'origine par d'étroites meurtrières, dont une subsiste encore au nord ; son chevet, soutenu extérieurement par trois contreforts plats, devait avoir aussi deux meurtrières qui ne paraissent plus. Ce chœur peut remonter au XIIe siècle, et par suite aux origines même de la paroisse. Au haut de la nef, et de chaque côté de l'arc triomphal, sont deux petits autels dédiés à la Sainte Vierge et à saint Étienne. (...) À l'extérieur apparaissent les vestiges d'une litre, probablement celle des seigneurs de Gazon. »

### LeXXesiècle

#### La Belle Époque
L'abbé Gallais, recteur de Pocé, mais antérieurement vicaire à Argentré-du-Plessis où il avait créé un groupe de musique instrumentale, un prêtre très dynamique, décéda le 4 avril 1901 en son presbytère.
Le maire de Pocé, Auguste du Pontavice, fut suspendu de ses fonctions le 15 janvier 1903, pour avoir énergiquement protesté contre l'expulsion des Frères des écoles de Vitré en application de la loi sur les congrégations religieuses et condamné le 1er décembre 1903 à 15 jours de prison avec sursis et 200 francs d'amende par le tribunal correctionnel de Vitré pour violences, « qui consistent en jets de pierres qui n'ont blessé personne » ; puis il fut verbalisé en 1906 pour avoir refusé d'afficher des discours d'Aristide Briand, de Jules-Auguste Lemire et d'autres responsables politiques concernant la Loi de séparation des Églises et de l'État, dite aussi loi de 1905.
Le 8 mars 1906 eût lieu l'inventaire des biens d'église : « à Pocé et à Balazé où les églises étaient bien gardées et barricadées ; malgré tout les crocheteurs ont effectué leur besogne ; l'attitude des populations est crâne et ferme, mais on sent l'inquiétude, la nervosité, et l'on peut dire que l'agitation va croissant ». Par décret du 6 juin 1910, les biens ayant appartenu à la fabrique de l'église de Pocé-les-Bois, qui étaient placés sous séquestre, sont attribués à la commune. Une partie de ces biens fut vendu par mise aux enchères publiques le 6 avril 1911 à la sous-préfecture de Vitré.
Un pont précaire existait sur la Vilaine à proximité du lieu-dit au toponyme révélateur : "Malipasse" : le 3 février 1907, un jeune conscrit de Pocé s'y noie en tombant dans le cours d'eau, un autre étant secouru de justesse, en revenant de la ferme de la Santé, située sur l'autre rive.
En 1909, l'école mixte de Pocé, appropriée par la commune en 1906, est dédoublée en deux écoles, une pour chaque sexe.
En 1913, le tracé du chemin de grande communication no 34, qui jusque-là effectuait un double coude très accentué et très court, dangereux pour la circulation, dans la traversée du bourg de Pocé, fut rectifié.
Sous le titre La triste fin d'un pauvre vieux, le journal Ouest-Éclair raconte les circonstances du décès, le 23 décembre 1913, à Tournebride, d'un ancien journalier, Ringlé, âgé de 74 ans, devenu miséreux, dont le cadavre fut laissé sur le tas de racines où il était décédé et porté en terre tout nu dans un cercueil de fortune. Le journal ajoute : « C'est ainsi que le père Ringlé quitta Pocé, petite commune bien située et riche, dont nous avions ouï dire l'an passé qu'elle n'avait pas d'indigents, ce dont M. le Sous-préfet l'avait félicité ».

#### La Première Guerre mondiale
Le monument aux morts de Pocé-les-Bois porte les noms de 30 soldats morts pour la France pendant la Première Guerre mondiale ; parmi eux, quatre (Jean Bellier, Pierre Esnault, Joseph Loury, Joseph Terrière) sont morts en 1914 en Belgique, la plupart des autres sont décédés sur le sol français ; parmi eux, deux frères, Joseph et Pierre Poirier ; Jean Alix a été décoré de la Croix de guerre et de la Médaille militaire, Louis Alix et Pierre Roussel ont reçu la Croix de guerre. Léon Gieux fut le dernier soldat de la commune mort pendant cette guerre.
Eugène Genouel, né le 20 juin 1882 à Pocé, soldat au 115e régiment d'infanterie, fut décoré à titre posthume en 1922 de la Médaille militaire avec la citation suivante : « Grenadier énergique, à l'attaque du 7 mai 1917, s'est porté courageusement en avant et est tombé mortellement blessé en atteigant la position ennemie devant Moronvilliers ». Pierre Ménager, né le 13 février 1876 à Izé (Val d'Izé), soldat au 76e régiment d'infanterie territoriale, obtint à titre posthume en 1923 la Médaille militaire et la Croix de guerre avec médaille de bronze avec la citation suivante : « Soldat courageux et dévoué. Mort pour la France à son poste de combat le 11 novembre 1914 à Kortekeer [Cabaret] » (Belgique) [lors de la Première bataille d'Ypres]. En 1925, Armand Alix reçut lui aussi la médaille militaire à titre posthume.
En mai 1927, la RN 777 fut bitumée entre Vitré et la limite des communes de Pocé-les-Bois et Étrelles.

#### L'Entre-deux-guerres
Le pont de la Courbe, sur la Vilaine, entre Saint-Aubin-des-Landes et Pocé-les-Bois, est reconstruit en 1920.
Le 1er avril 1921, le service téléphonique commence à fonctionner dans la commune, avec l'installation d'un poste téléphonique public. En 1922, la "Société de distribution d'électricité de l'Ouest" mène une enquête publique sur la commune et quelques communes voisines envisageant la création d'un réseau électrique desservant la commune. Mais ce n'est qu'en 1937 que la commune adhère au syndicat d'électrification rurale des deux cantons de Vitré. En 1935, la commune ne possède encore aucun abonné au téléphone, en dehors du poste téléphonique public.
En 1931, l'écroulement du pont de la Courbe sur le CD 34 entre Saint-Aubin-des-Landes et Pocé-les-Bois, permettant le franchissement de la Vilaine, rend temporairement la circulation impossible jusqu'à sa reconstruction. Pourtant un projet de reconstruction du dit pont avait été adopté en 1921 et dès 1917 un rapport du Conseil général d'Ille-et-Vilaine dit que le tablier du pont, qui était en bois, menaçait ruine.
Les eaux de la Vilaine étaient alors périodiquement empoisonnées par les rejets des industries vitréennes, particulièrement ceux de la distillerie : « Au moulin de la Courbe, les eaux sont noires et nauséabondes, des quantités de poissons morts ou mourants flottent sur la rivière » écrit par exemple le journal Ouest-Éclair le 20 octobre 1933. La commune est aussi périodiquement concernée, dans ses fonds de vallée, par des inondations, par exemple en janvier 1936.
En août 1932, un incendie ravage en partie des dépendances de la ferme de la Touche. En septembre 1934, la ferme du Mesnil est également ravagée par un incendie, qui détruisit plusieurs bâtiments d'exploitation, épargnant toutefois la maison d'habitation. Le 16 août 1933, c'est le moulin de Bressac, situé sur la Valière, à la limite avec la commune de Torcé, qui est ravagé par un incendie.
Les époux Loury, agriculteurs à la Roussière en Pocé-les-Bois, obtiennent en 1940 le prix Cognacq-Jay pour avoir mis au monde entre 1920 et 1939 16 enfants dont 12 étaient vivants lors de l'obtention de ce prix. Le 15 août 1936, René Mignen, archevêque de Rennes, s'était déplacé à Pocé-les-Bois pour baptiser leur 15e enfant.

#### La Seconde Guerre mondiale
Le monument aux morts de Pocé-les-Bois porte les noms de cinq victimes civiles (Pierre Fournier, Amand Veillard, Léon Rossignol et son épouse, Auguste Rossignol) mortes de faits de guerre pendant la Seconde Guerre mondiale.

## Politique et administration
| Période                                  | Période  | Identité                   | Étiquette | Qualité                                                                                   |
| ---------------------------------------- | -------- | -------------------------- | --------- | ----------------------------------------------------------------------------------------- |
| 1800                                     | 1821     | Jean Perrussel             |           | Cultivateur                                                                               |
| 1821                                     | 1834     | Antoine du Bourg           |           | Ancien capitaine du génie, chevalier de Saint-Louis, conseiller général d'Ille-et-Vilaine |
| 1835                                     | 1840     | Jean Marie Héry            |           | Propriétaire cultivateur                                                                  |
| 1840                                     | 1848     | Michel Dufeu               |           | Propriétaire cultivateur                                                                  |
| 1848                                     | 1851     | Jean Esnault               |           | Maréchal - taillandier                                                                    |
| 1851                                     | 1851     | Antoine du Bourg           |           | Déjà maire entre 1821 et 1834                                                             |
| 1852                                     | 1865     | Pierre Louaisil            |           | Propriétaire cultivateur                                                                  |
| 1865                                     | 1870     | Évariste Lasne             |           |                                                                                           |
| 1870                                     | 1903     | Comte Auguste du Pontavice |           |                                                                                           |
| 1903                                     | 1904     | Prosper Marquet            |           | Cultivateur à la Hunaudière                                                               |
| 1904                                     | 1912     | Comte Auguste du Pontavice |           |                                                                                           |
| 1913                                     | 1935     | Comte Jean du Pontavice    |           | Fils du précédent                                                                         |
| 1935                                     | 1950     | Jean-Baptiste Souvestre    |           |                                                                                           |
| 1950                                     | 1971     | Auguste Beauducel          |           | Cultivateur                                                                               |
| 1971                                     | 1989     | Jean Gardan                |           |                                                                                           |
| 1989                                     | 2001     | Jean Bordais               |           |                                                                                           |
| 2001                                     | 2008     | Maurice Doré               |           |                                                                                           |
| 2008                                     | 2014     | René Février               |           |                                                                                           |
| 2014                                     | En cours | Frédéric Martin            | DVD       | Retraité                                                                                  |
| Les données manquantes sont à compléter. |          |                            |           |                                                                                           |

## Démographie
L'évolution du nombre d'habitants est connue à travers les recensements de la population effectués dans la commune depuis 1793. Pour les communes de moins de 10 000 habitants, une enquête de recensement portant sur toute la population est réalisée tous les cinq ans, les populations de référence des années intermédiaires étant quant à elles estimées par interpolation ou extrapolation. Pour la commune, le premier recensement exhaustif entrant dans le cadre du nouveau dispositif a été réalisé en 2008.
En 2022, la commune comptait 1 317 habitants, en évolution de +2,65 % par rapport à 2016 (Ille-et-Vilaine : +5,46 %, France hors Mayotte : +2,11 %).
| 1793 | 1800 | 1806 | 1821 | 1831 | 1836 | 1841 | 1846 | 1851 |
| ---- | ---- | ---- | ---- | ---- | ---- | ---- | ---- | ---- |
| 735  | 497  | 950  | 719  | 664  | 671  | 696  | 667  | 694  |

| 1856 | 1861 | 1866 | 1872 | 1876 | 1881 | 1886 | 1891 | 1896 |
| ---- | ---- | ---- | ---- | ---- | ---- | ---- | ---- | ---- |
| 671  | 631  | 708  | 660  | 680  | 682  | 690  | 704  | 746  |

| 1901 | 1906 | 1911 | 1921 | 1926 | 1931 | 1936 | 1946 | 1954 |
| ---- | ---- | ---- | ---- | ---- | ---- | ---- | ---- | ---- |
| 605  | 605  | 649  | 595  | 577  | 539  | 567  | 596  | 557  |

| 1962 | 1968 | 1975 | 1982 | 1990 | 1999 | 2006  | 2008  | 2013  |
| ---- | ---- | ---- | ---- | ---- | ---- | ----- | ----- | ----- |
| 482  | 478  | 557  | 641  | 731  | 971  | 1 028 | 1 044 | 1 247 |

| 2018  | 2022  | - | - | - | - | - | - | - |
| ----- | ----- | - | - | - | - | - | - | - |
| 1 303 | 1 317 | - | - | - | - | - | - | - |

## Transports
La commune est desservie par la ligne B du réseau de bus urbain de la ville de Vitré (quartiers Ouest, Lycée La Champagne, Hôpital et nouveau quartier de la Massonnais).

## Lieux et monuments

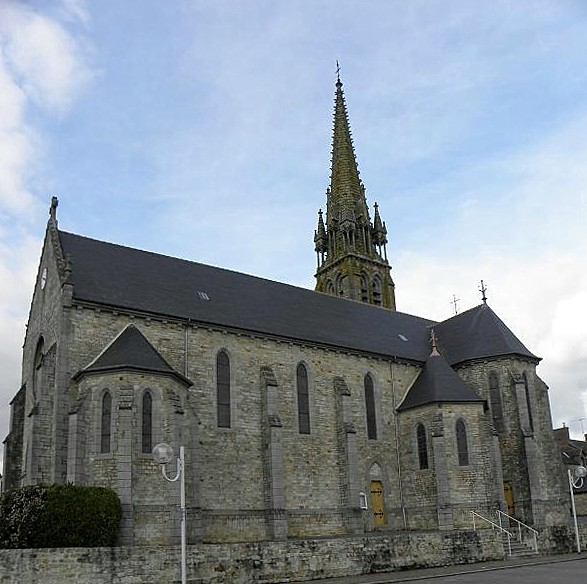
Église Notre-Dame de Pocé-Les-Bois.

- L'église Notre-Dame, de style néogothique, construite de 1890 à 1903 par l'architecte Arthur Regnault.
- Ancienne église Notre-Dame-de-la-Nativité. Le chœur subsistant est en partie roman (XIe – XIIe siècles). Il possède un chevet droit à contreforts plats. Il a été remanié au XVe – XVIe siècle. La nef a disparu. Elle contient des peintures murales datant de 1735[115].

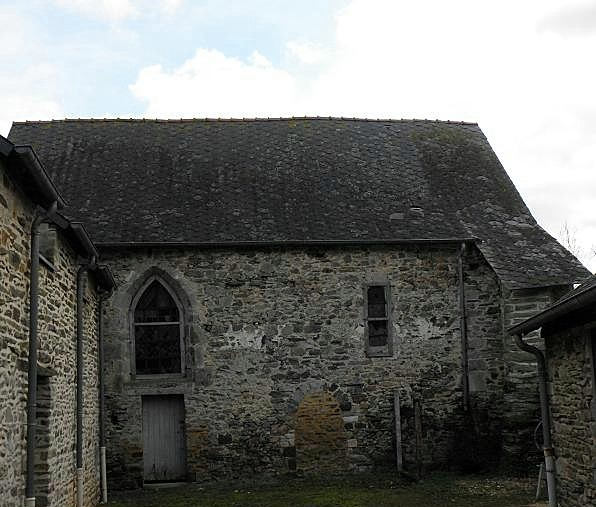
L'ancienne église Notre-Dame-de-la-Nativité (vue partielle).
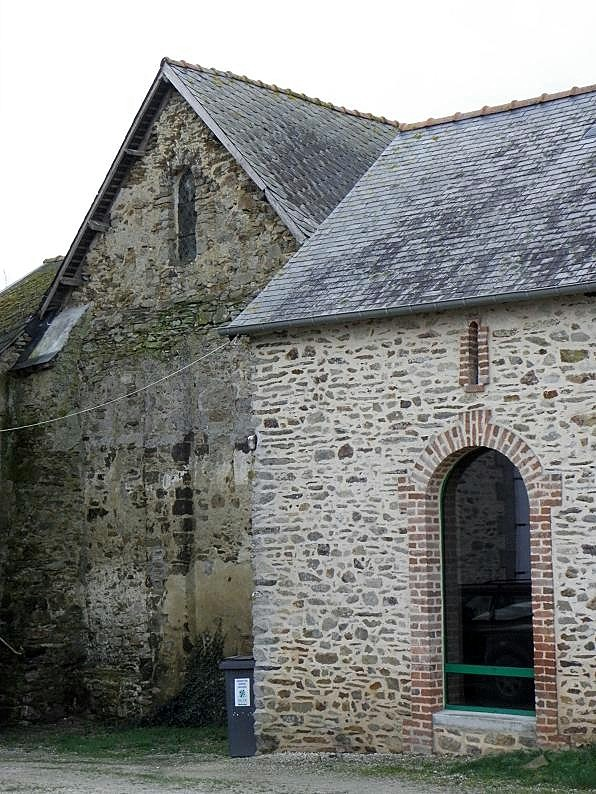
Chevet de l'ancienne église.
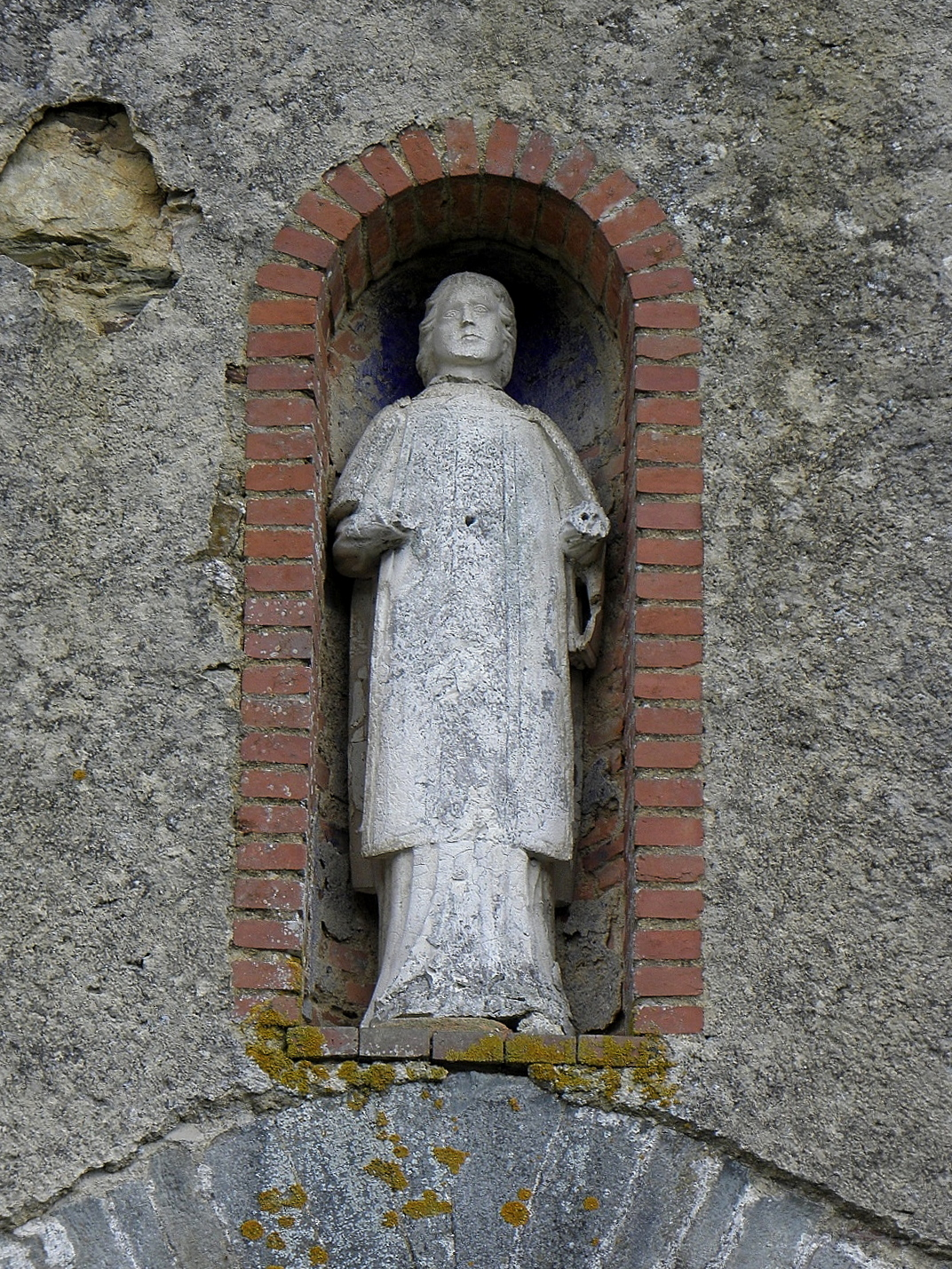
L'ancienne église Notre-Dame-de-la-Nativité (statue).
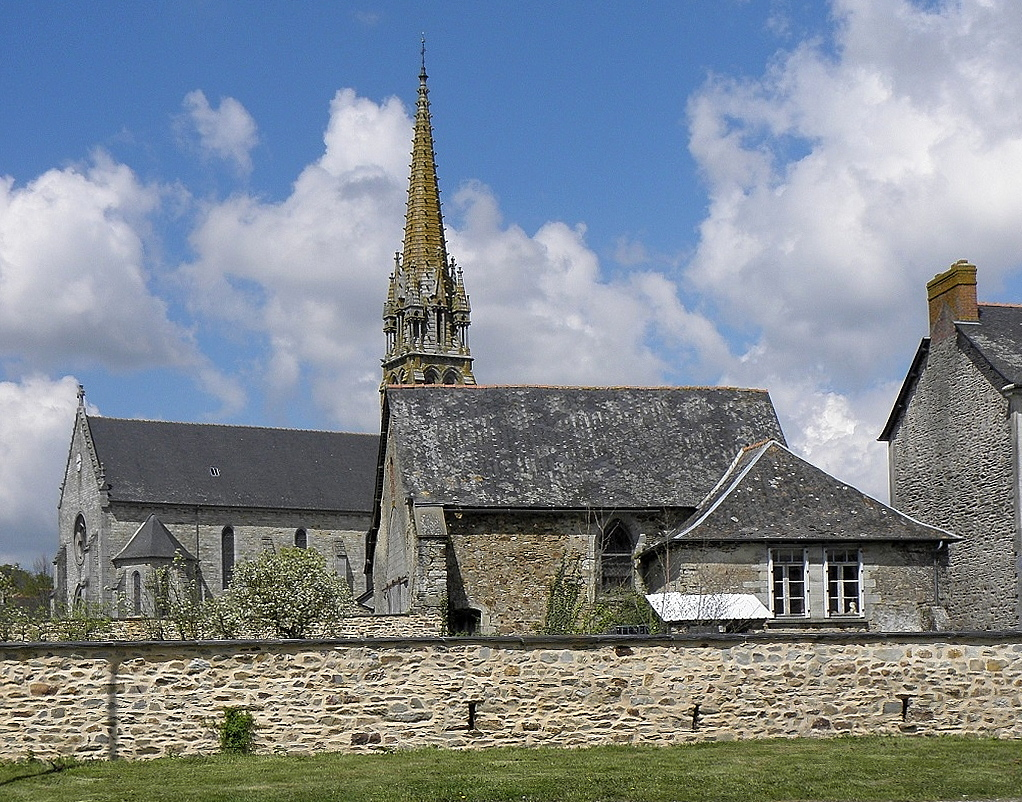
L'ancienne et la nouvelle église de Pocé-les-Bois.

- Calvaire et chapelle des Saint-Anges-Gardiens (1843).
- Château du Bois-Bide. Demeure de style Louis XIII, reconstruite au XXe siècle. La façade est composée d'un long corps de logis encadré de pavillons carrés, surmontés de hautes toitures. Une tourelle polygonale qui côtoie un des pavillons possède un toit en carène. Le côté ouest est constitué de bâtiments comprenant une orangerie du XVIIIe siècle et un colombier coiffé d'un petit lanternon. Au XVIIIe siècle, il abrita la famille La Motte-Piquet.
- Le château de Gazon[116].
- Les menhirs de Villaumur et de la Pierre Blanche, ce dernier étant classé au titre des monuments historiques en 1970[117].

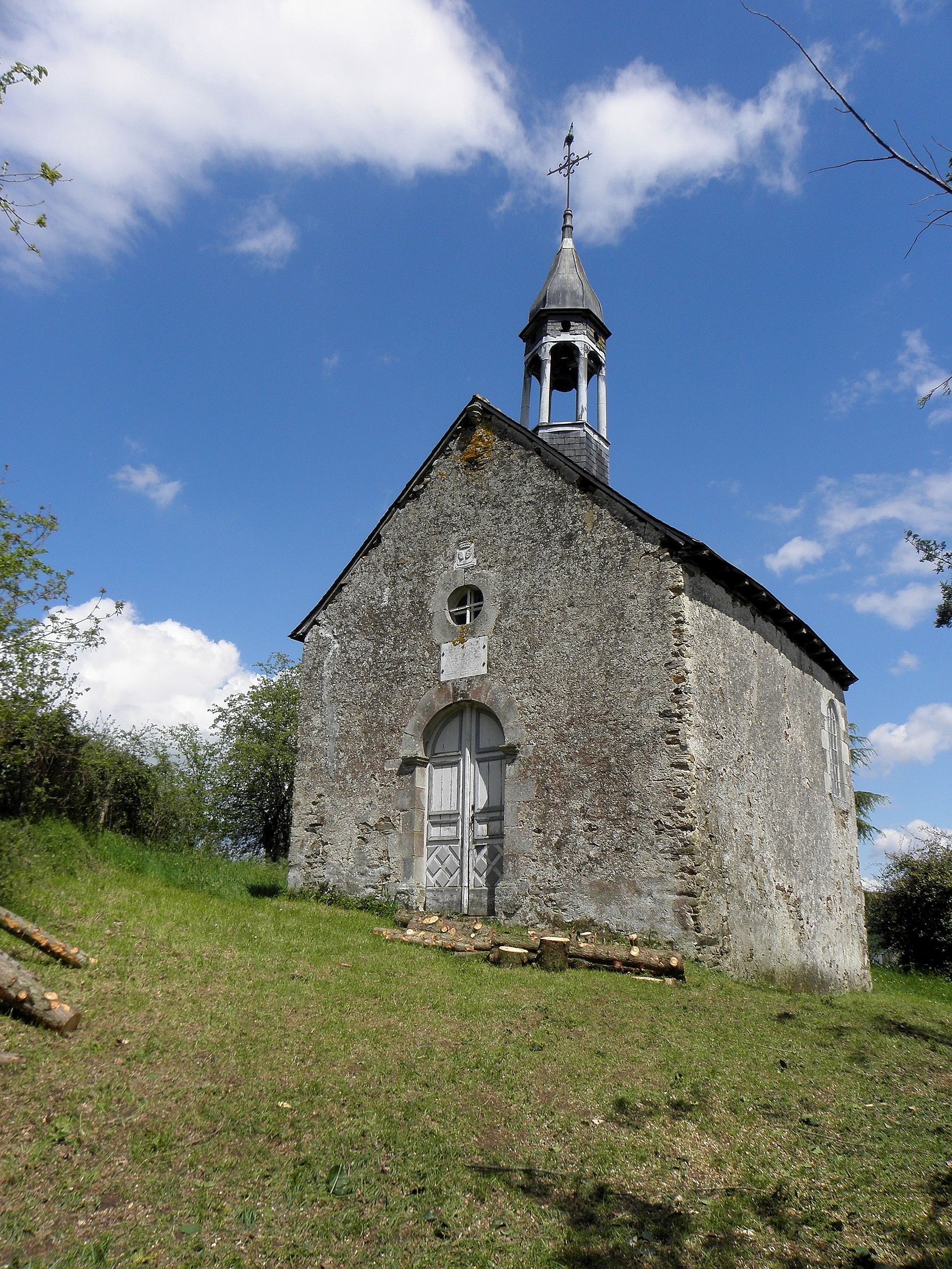
La chapelle des Saints-Anges-Gardiens.
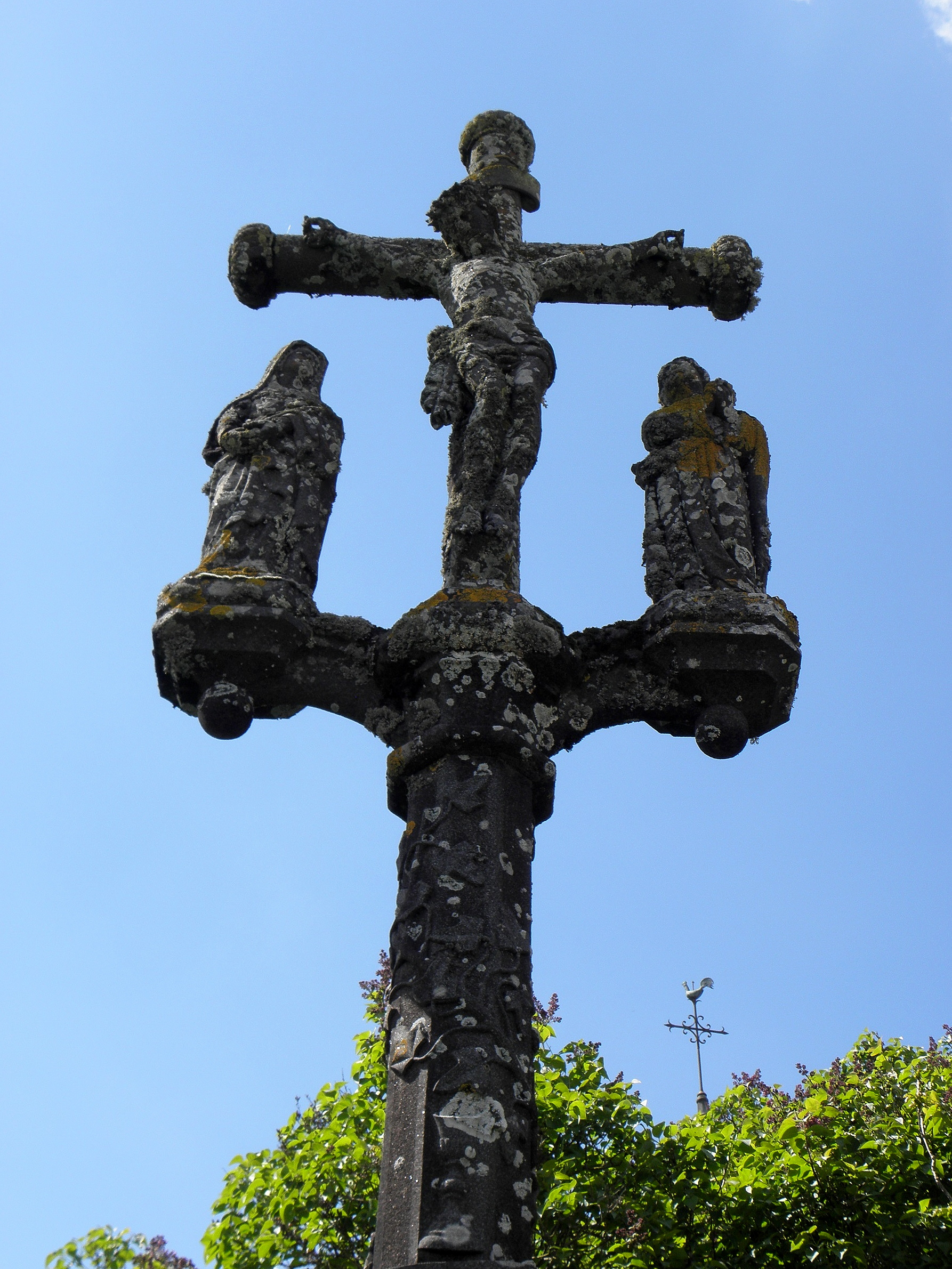
Le calvaire des Saints-Anges-Gardiens.
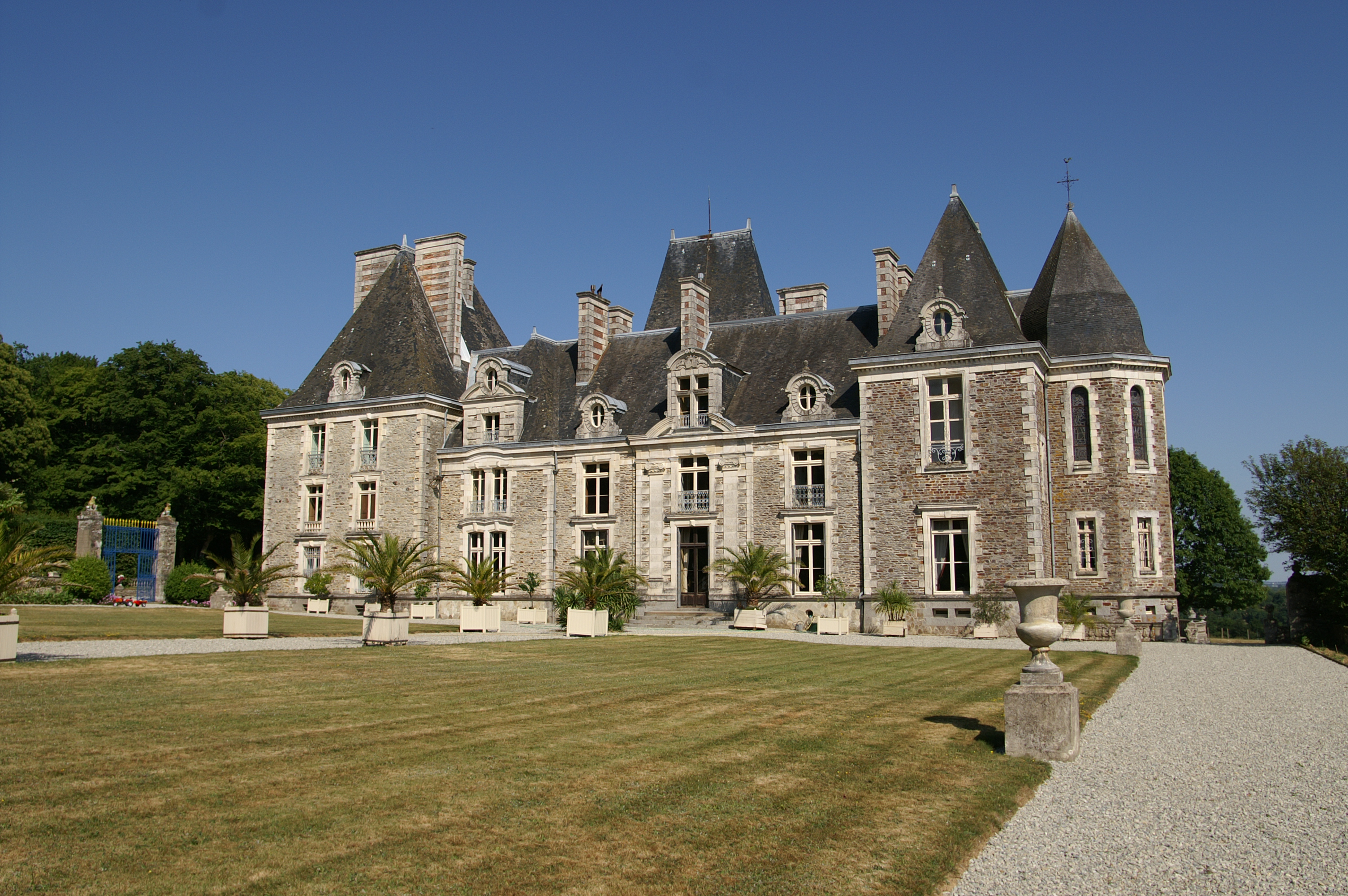
Le château du Bois-Bide.
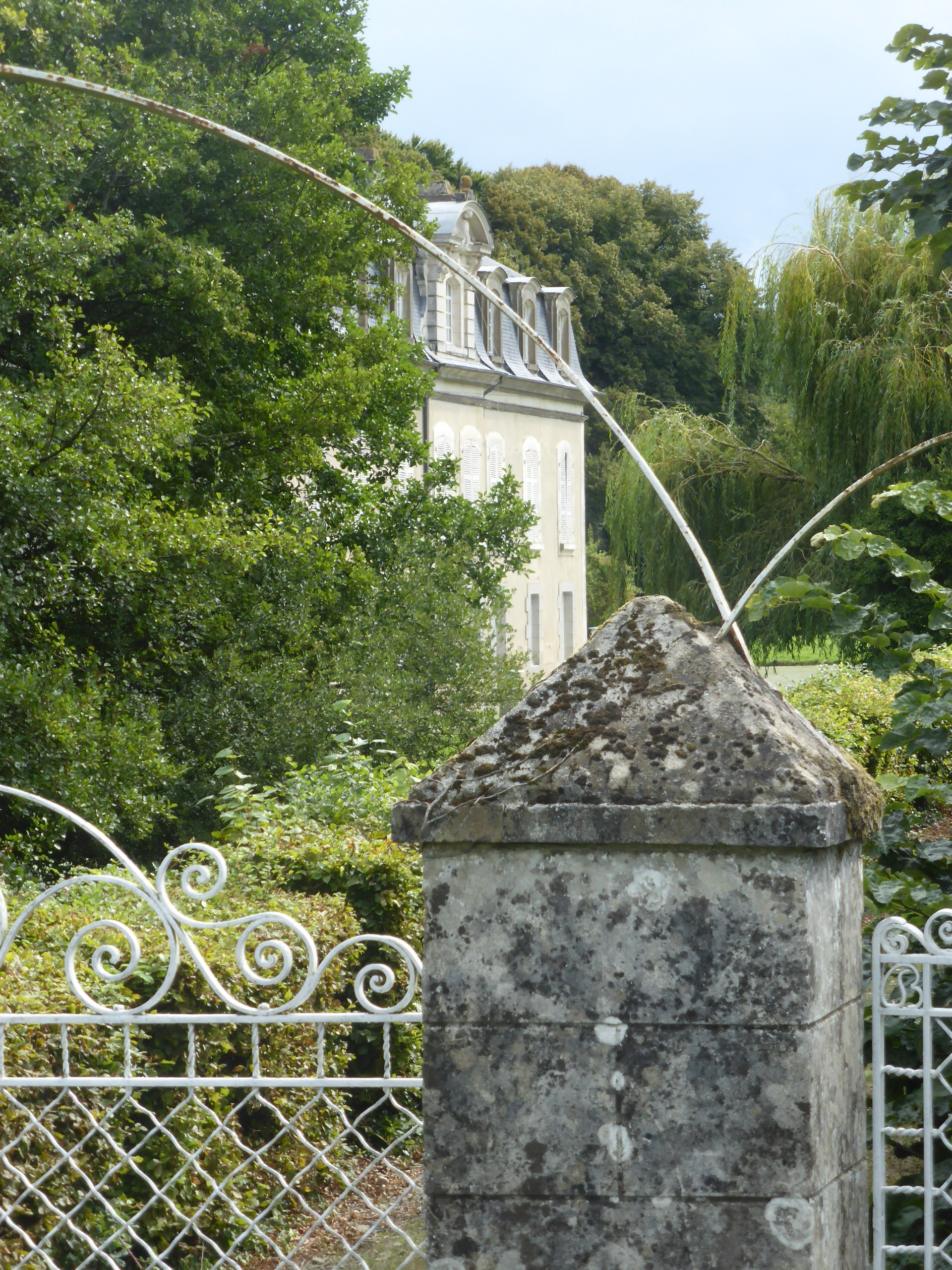
Le château de Gazon.
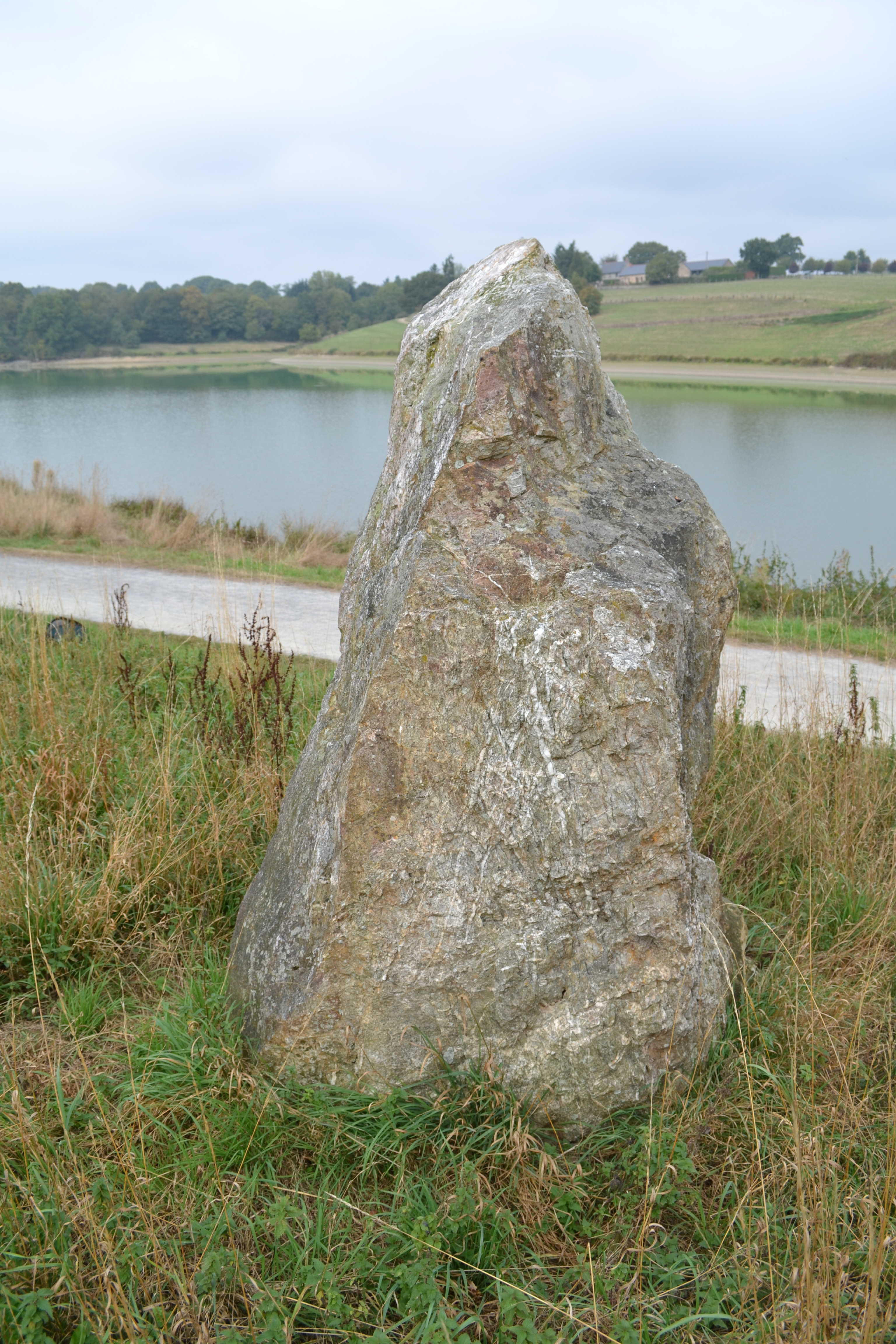
Le menhir de Villaumur.
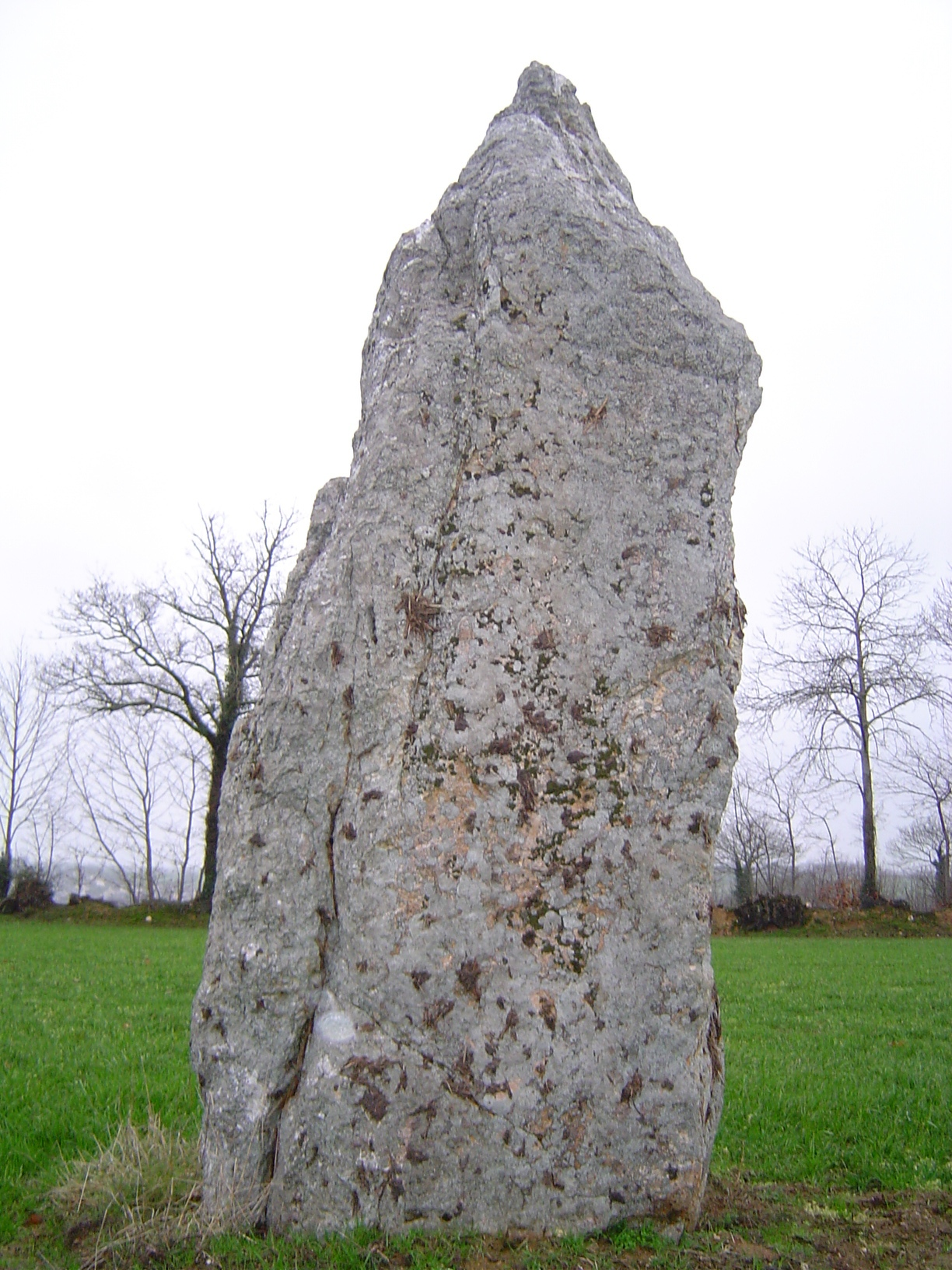
Le menhir de la Pierre Blanche.

## Activité et manifestations

### Sports
- L'Espérance de Pocé-les-Bois basket présente une équipe senior masculine et une équipe senior féminine[118].
- L'Espérance de Pocé-Les Bois VTT.

## Personnalités liées à la commune
- Édouard Frain de la Gaulayrie